# Опера Мальмё
Опера Мальмё (швед. Malmö Opera, прежнее название Malmö Stadsteater) — оперный и музыкальный театр в городе Мальмё.

## История и деятельность
Первый крупный театр в городе — Театр Мальмё, основанный в 1809 году, прекратил своё существование в 1938 году. До этого, в 1931 году, была создана ассоциация Föreningen Malmö Stadsteater для строительства нового, современного многофункционального здания театра, где могли быть представлены опера, оперетта, балет, симфонические концерты. Влиятельный муниципальный деятель и политик Эмиль Олссон руководил строительством театра во время Второй мировой войны, которое создавалось по проекту архитекторов — Сигурда Леверентса, Дэвида Хелльдена и Эрика Лаллерстедта. Театр строился в период с 1933 по 1944 год и был торжественно открыт 23 сентября 1944 года.

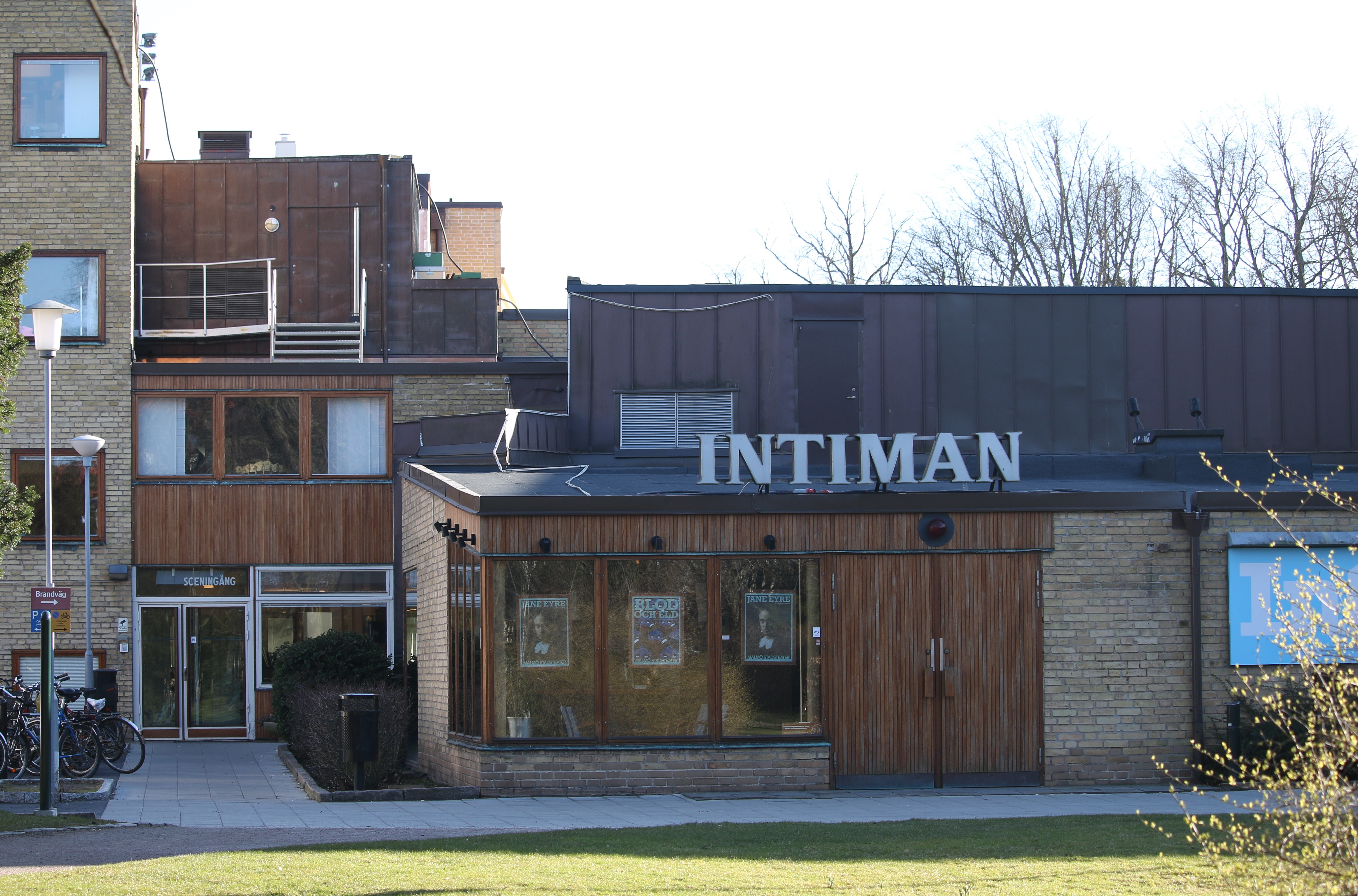
Зал Intiman

На тот момент это здание считалось самым современным театром Северной Европы. Оно сочетало в себе функциональное разделение на несколько пространств различного назначения с монументальным дизайном с классическими чертами, в частности великолепными мраморными колоннами входного фасада и большими оконными проёмами. Его фойе было украшено художественными произведениями многих известных художников и скульпторов, в том числе Карла Миллеса и Исаака Грюневальда. Здание включает в себя главную сцену, отдельный зал Intiman, а также мастерскую Verkstan, сцену для детских и молодёжных мероприятий Operaverkstan. Рядом находится большой театральный ресторан. Театр, первоначально носивший название Городской театр Мальме, воплотил мечту горожан, и спустя десятилетия воспринимается как великолепное и современное сооружение. С 1994 года его здание признано памятником архитектуры (Byggnadsminne).
С момента открытия театра у него была создана собственная балетная труппа Malmöbaletten с Карлом-Густавом аф Верчу в качестве первого директора и балетмейстера; в качестве солистки выступала его жена Ингой Берггрен. В 1961 году была создана собственная балетная школа Malmö Stadsteaters Balettelevskola для обучения юных танцоров. Балет Мальмё стал качественным ансамблем, ежегодно исполнявшим как известные классические балеты, так и оригинальные произведения. Его танцоры часто участвовали в других постановках в театре, опере, оперетте и мюзикле. В ходе большой перестройки структуры театра балет заменен танцевальным театром Сконе, который с 1995 года выступает самостоятельно под названием Skånes Dansteater. Последним директором балета Мальмё в 1987—1995 годах был шведский хореограф Йонас Коге.

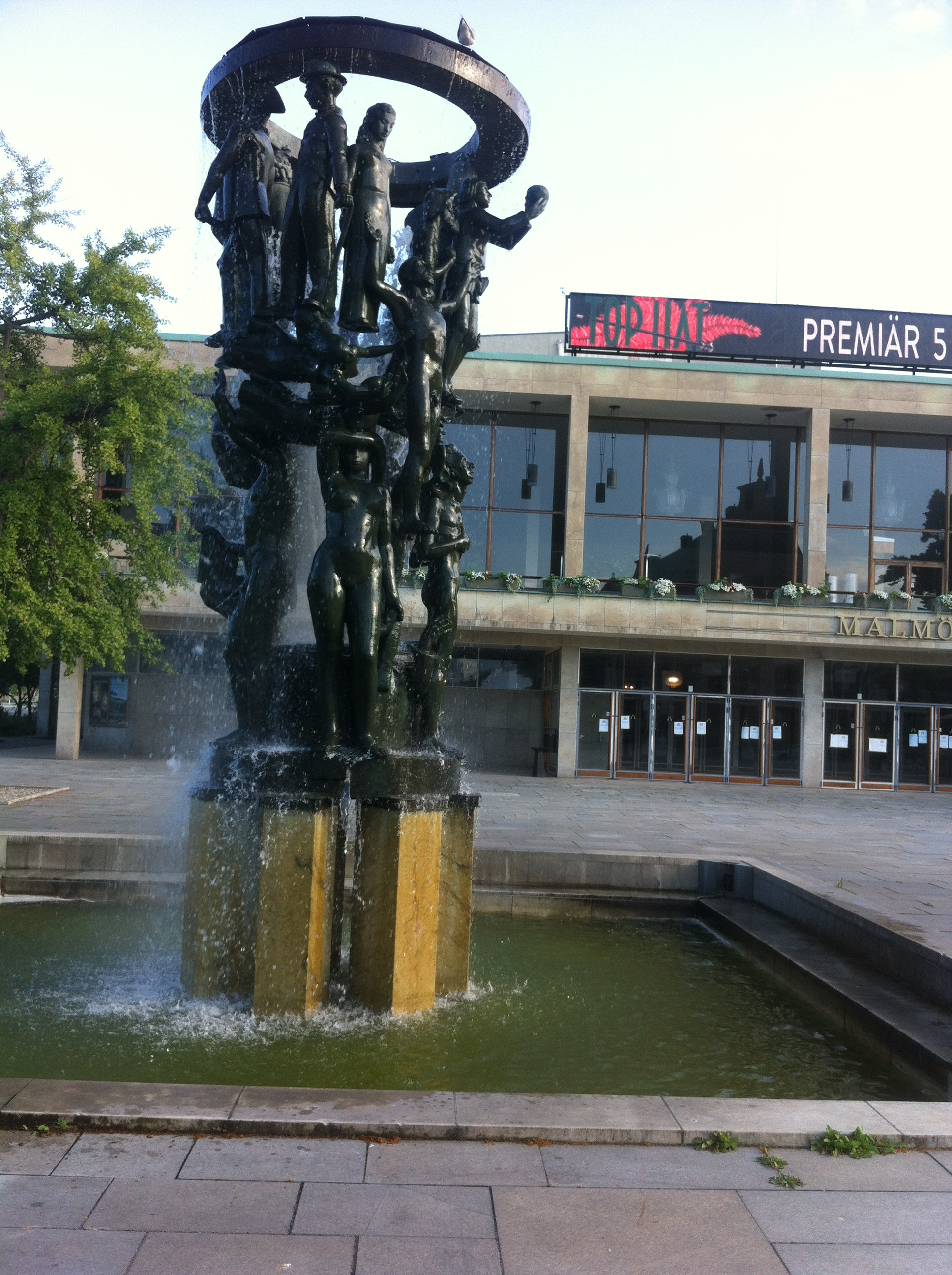
Фонтан и скульптурная группа Tragos

В ходе реструктуризация бизнеса Городского театра Мальмё организация Malmö Stadsteater была упразднена и заменена группой отдельных компаний для каждого из видов театральной деятельности: Malmö Dramatiska Teater, Malmö Opera and Musikteater, Skånes Dansteater, Malmö symfoniorkester и Malmö Konserthus. Головная компания ещё в 1993 году стала называться Malmö Musik och Teater AB, а в 2002 году была переименована в Malmö Opera and Musiktheater AB (в настоящее время — Malmö Opera).
На сегодня в Опере Мальмё имеется собственный оперный оркестр, в составе которого 60 музыкантов. В 2016 года для него было пристроено помещение с большим оркестровым залом со звукозаписывающим оборудованием. Также имеется собственный оперный хор, состоящий из 36 человек, которым с 2010 года руководит Элизабет Бострём. С 2002 года в Опере Мальмё работает творческая мастерская Operaverkstan, руководителем которой с самого начала образования и до настоящего времени является Мария Сундквист. Дирижёр и композитор Майкл Бойесен возглавил общее руководство Оперой Мальмё в 2017 году.
На площади перед театром находится фонтан Tragos с одноимённой скульптурой, выполненной Нильсом Сьогреном из бронзы. Скульптура представляет собой 22 театральных персонажа. Ночью фонтан подсвечивается, за что его жители Мальмё часто называют «Волшебный фонтан».